# Johannes Högemann
Johannes Högemann (* 16. Juni 1980) ist ein ehemaliger deutscher Basketballspieler. Der 1,92 Meter große Aufbau- und Flügelspieler bestritt 53 Einsätze für die EWE Baskets Oldenburg in der Basketball-Bundesliga.

## Laufbahn
Högemann spielte für den Oldenburger TB in der 2. Basketball-Bundesliga und stieg mit den Niedersachsen im Jahr 2000 in die Basketball-Bundesliga auf. In der höchsten deutschen Spielklasse war Högemann in 53 Spielen für die Oldenburger im Einsatz, die in EWE Baskets Oldenburg umbenannt worden waren. In der Saison 2000/01 stand er im Schnitt rund zehn Minuten pro Partie auf dem Spielfeld und erzielte statistisch 1,8 Zähler je Begegnung. 2001/02 fiel seine Einsatzzeit leicht auf 8:21 Minuten pro Begegnung, Högemann verbuchte 1,2 Punkte pro Spiel.
2002 verließ er Oldenburg in Richtung des Zweitligisten TSV Lesum (später Bremen Roosters), wo er bis zum Ende der Saison 2004/05 spielte und sich dann auf sein Studium konzentrierte, das ihn auch nach Paris führte.